# Walter Campbell
Sir Walter Benjamin Campbell, od 1979 z tytułem Sir (ur. 4 marca 1921, zm. 4 września 2004 w Brisbane) – australijski polityk.
W latach 1985–1992 sprawował funkcję gubernatora australijskiego stanu Queensland.